# Epipsammia
Epipsammia là một chi bướm đêm thuộc họ Noctuidae. Hiện tại nó được coi là đồng nghĩa của Hecatera. Chi này có loài Epipsammia deserticola, đã được đổi tên thành Hecatera deserticola.